# V680 Возничего
V680 Возничего (лат. V680 Aurigae) — двойная затменная переменная звезда типа W Большой Медведицы (EW) в созвездии Возничего на расстоянии (вычисленном из значения параллакса) приблизительно 4222 световых лет (около 1294 парсеков) от Солнца. Видимая звёздная величина звезды — от +15,88m до +15,79m. Орбитальный период — около 0,4826 суток (11,582 часов).

## Характеристики
Первый компонент — оранжевая звезда спектрального класса K. Радиус — около 1,41 солнечного, светимость — около 0,761 солнечной. Эффективная температура — около 4543 K.
Второй компонент — оранжевая звезда спектрального класса K.